# Nitsijärvi
Le lac Nitsijärvi (finnois : Nitsijärvi same skolt : Njeʹǯǯjäuʹrr) est un lac situé à Inari en Finlande,.

## Présentation
Le lac a une superficie de 41 kilomètres carrés et une altitude de 119 mètres.